# Talana
Talana – miejscowość i gmina we Włoszech, w regionie Sardynia, w prowincji Nuoro.
Według danych na rok 2021 gminę zamieszkiwało 971 osób, 8,18 os./km². Graniczy z Baunei, Lotzorai, Orgosolo, Triei, Urzulei i Villagrande Strisaili.